# Hicksville (Ohio)
Hicksville es una villa ubicada en el condado de Defiance en el estado estadounidense de Ohio. En el Censo de 2010 tenía una población de 3581 habitantes y una densidad poblacional de 520,57 personas por km².

## Geografía
Hicksville se encuentra ubicada en las coordenadas 41°17′37″N 84°45′53″O / 41.29361, -84.76472. Según la Oficina del Censo de los Estados Unidos, Hicksville tiene una superficie total de 6.88 km², de la cual 6.88 km² corresponden a tierra firme y (0%) 0 km² es agua.

## Demografía
Según el censo de 2010, había 3581 personas residiendo en Hicksville. La densidad de población era de 520,57 hab./km². De los 3581 habitantes, Hicksville estaba compuesto por el 94.95% blancos, el 0.31% eran afroamericanos, el 0.31% eran amerindios, el 0.39% eran asiáticos, el 0.03% eran isleños del Pacífico, el 2.07% eran de otras razas y el 1.95% pertenecían a dos o más razas. Del total de la población el 5.14% eran hispanos o latinos de cualquier raza.